# Symphyonema paludosum
Symphyonema paludosum är en tvåhjärtbladig växtart som beskrevs av Robert Brown. Symphyonema paludosum ingår i släktet Symphyonema och familjen Proteaceae. Inga underarter finns listade i Catalogue of Life.